# Grand parti de l'ordre
Le Grand Parti de l'ordre (azéri : Böyük Quruluş Partiyası, abrégé BQP) est un parti politique libéral d'Azerbaïdjan. Aux élections législatives de 2005, le parti remporte un siège sur 125.
Fazil Moustafa a été le seul député du parti à l'Assemblée nationale.